# Кућа Лазе Пачуа
Кућа Лазе Пачуа се налази у Београду, у Симиној улици број 14. Кућа у којој је живео Лазар Пачу (1855—1915), српски лекар и политичар, представља репрезентативан тип куће са краја 19. века у функционалном и просторном склопу и представља непокретно културно добро као споменик културе.
У кући која је подигнута осамдесетих година 19. века, др Лазар Пачу живео је од 1890. до 1915. године.